# José Gabeiras
José Gabeiras Montero (Ferrol, La Coruña, 1916 - Madrid, 2 de enero de 2005) fue un militar español, antiguo Jefe del Estado Mayor del Ejército.

## Vida
Realizó sus primeros estudios en su ciudad natal, y posteriormente se trasladó a Santiago de Compostela, donde estudió los tres primeros años de Física y Química. Durante esta etapa formativa, practicó muchos deportes, llegando a formar parte de la selección nacional de hockey hierba. Contrajo matrimonio con María Rosa Vázquez Vázquez, con quien tuvo once hijos, José Manuel, María Rosa, Fernanda, María Jesús, María Teresa, Tomás, Rafael, Javier, Manuela, Eva y Patricia.

### Carrera militar
En 1934, ingresó en la academia de Artillería de Segovia, en donde se graduó en 1936, coincidiendo con el comienzo de la Guerra Civil. 
En el transcurso de la guerra, ascendió a teniente, participando con el bando nacional. Tras el fin de la contienda, se enroló voluntario en la División Azul, para luchar en la Segunda Guerra Mundial.
Posteriormente, desarrolló siempre puestos de importancia en el ejército. Fue el jefe del Regimiento de Artillería n.º 13 de Getafe, profesor de la Academia de Artillería, profesor de la Escuela de Estado Mayor, en donde llegó a ser jefe de Estudios.
En 1973 fue nombrado general de brigada, y ascendió a general de división en 1976 con el final de la dictadura del Francisco Franco.
En 1977, ya en democracia, colaboró en la unificación de los Fuerzas Armadas bajo un único ministerio civil, el Ministerio de Defensa, siendo secretario general del Ejército y secretario general para Asuntos de Política de Defensa.
El 18 de mayo de 1979, fue nombrado teniente general de Artillería, para ser nombrado jefe del Estado Mayor del Ejército, cargo que desempeñaría hasta 15 de enero de 1982, pasando a la reserva activa y cerrando una vida laboral completamente entregada al ejército el 26 de enero de 1984.

### 23-F
Su actuación profesional más conocida es haber sido la inteligencia de facto en el fallido golpe de Estado del 23 de febrero de 1981 en España. El general Gabeiras, junto con el rey Juan Carlos I, su consejero, Sabino Fernández Campo, también general del Ejército, y el director de la Seguridad del Estado en aquellos tiempos, Francisco Laína, fueron los cuatro protagonistas que provocaron el fracaso golpista. Cuando el general Alfonso Armada se ofreció al general Gabeiras, entonces jefe del Estado Mayor del Ejército, para ir en persona al Congreso a proponer a Tejero una salida, fue cuando descubrió que el general Armada era partícipe del golpe y lo retuvo en su propio despacho hasta que la situación se resolviese. Esta incomunicación, que evitó contactos de Armada con el resto de los golpistas, propició el fracaso del intento golpista. Posteriormente, fue Armada el encargado de recoger la rendición del teniente coronel Tejero, a la puerta del Congreso de los Diputados, firmando la ya famosa, “rendición del capó”, llamada así por haberse firmado sobre el capó de un vehículo militar, conteniendo las condiciones de la rendición de los más de 200 guardias civiles que retuvieron al pleno del Congreso durante 18 horas.

### Condecoraciones y retirada
En 1984, el rey Juan Carlos I, le impuso la Gran Cruz de la Orden de Carlos III, por su desempeño ejemplar en toda su carrera profesional. Además estaba en posesión de la Gran Cruz de la Orden del Mérito Militar con distintivo blanco, la Cruz del Mérito Militar con distintivo rojo, la Gran Cruz del Mérito Naval, con distintivo blanco, y la Gran Cruz de la Real y Militar Orden de San Hermenegildo. El 21 de mayo de 1999, fue nombrado por el gobierno general de Ejército con carácter honorífico.
En 2002 se retiró de su vida pública, volviendo a su Galicia natal. Los últimos años de su vida, los pasó en su casa de Cervás (Ares), en la comarca de Ferrol, luchando por hacer oír la voz de los vecinos afectados por la ubicación de la controvertida planta regasificadora Reganosa en la ría de Ferrol y lo hizo desde la presidencia de honor de una plataforma vecinal.
| Predecesor: Tomás de Liniers y Pidal | Jefe del Estado Mayor del Ejército 18 de mayo de 1979 - 15 de enero de 1982 | Sucesor: Ramón Ascanio y Togores |